# Squadre d'Azione Mussolini

Les Squadre d'Azione Mussolini (SAM) est le nom de deux différentes organisations d'inspiration fasciste, actives en Italie, la première après la Seconde Guerre mondiale, composée d'anciens combattants de la RSI et l'autre fût un groupe armé pendant les années de plomb.

## Histoire

### Après la Seconde guerre mondiale
La première SAM dont nous avons des nouvelles remonte à la seconde période de l’après-guerre et était active aux côtés d’autres groupes quelques mois après la Libération. Ses membres ont principalement traité de la distribution de tracts et de la propagande anti-partisane au sein d'équipes généralement organisées en cellules, composées d'éléments compris entre 6 et 12, actives dans les villes et dans la province. Par la suite, en 1947, bon nombre de leurs membres rejoignirent les organisations paramilitaires secrètes formées par des fascistes et organisées pour réagir à un éventuel coup d'Etat communiste.

### Années de plomb
Pendant les années de plomb le nom est rappelé pour fonder un mouvement de nature clandestine et d'inspiration néo-fasciste actif en Lombardie.
Entre 1969 et 1974, le SAM réclame environ quatre-vingts attaques. Il semble que des mouvements indépendants tels que les Giustizieri d'Italia, Ordine Nuovo, Lotta di popolo, le Fronte Nazionale et le Movimento integralista, unis sous l'appellation mais en totale autonomie, se cachent derrière le groupe. Giancarlo Esposti, partisan de l'Avanguardia Nazionale, était connu pour être un membre subversif et a enquêté à plusieurs reprises sur ses relations avec l'extrême droite. il est devenu le protagoniste de certaines des attaques à la bombe revendiquées par les SAM, il a été tué dans une fusillade à Pian del Rascino le 30 mai 1974.